# Arpaçbahşiş, Erdemli
Arpaçbahşiş là một xã thuộc huyện Erdemli, tỉnh Mersin, Thổ Nhĩ Kỳ. Dân số thời điểm năm 2011 là 6.056 người.